# Parkstraat 5 (Baarn)
Villa Parkstraat 5 is een gemeentelijk monument aan de Parkstraat in Baarn in de provincie Utrecht.
De witte villa heeft een halfronde oprijlaan. De ingang is in de rechtergevel. Links van de gevel met imitatievoegen is een serre. Onder de vensters op de verdieping zijn opvallende sierlijstjes.